# پاوان هانس
پاوان هانس (به انگلیسی: Pawan Hans) یک شرکت هواپیمایی با کد یاتا PH است که در تاریخ ۱۹۸۵ میلادی تأسیس شده است. دفتر مرکزی پاوان هانس در دهلی نو، هند واقع شده‌است و قطب این شرکت هواپیمایی در فرودگاه جوهو، بمبئی قرار دارد.